# 聖所世界巡迴演唱會
聖所世界巡迴演唱會（英語：Sanctuary World Tour），是新加坡男歌手林俊傑的第5次大型巡迴演唱會。该巡演由JFJ Productions全程主辦，于2018年3月17日從上海梅赛德斯奔驰文化中心起航，2019年3月23日进阶为「圣所2.0世界巡回演唱会」，受到2019冠状病毒病疫情影響，巡演于2019年3月22日在新加坡国家体育场中止。历时近两年，巡迴43個城市，演出66场，动员超过160万觀眾。2021年7月10日，林俊杰于线上举行「聖所FINALE終點站線上演唱會」，正式为「聖所」系列巡演划上句号。
「聖所」2019年度巡演售出995,402張門票，以票房1.0757億美元的成績，成为华语年度票房冠军，并位列全球第16名。该巡演还特别邀请大卫·福斯特擔任聯合音樂總監，在其全程推荐和陪同下，从近百位顶尖乐手中挑选出来自美国、新加坡、台湾等地集合而成的乐队精英参与，并由电影配乐大师汉斯·季默量身打造演唱会开场曲，格调十足。

## 概念
2017年12月林俊傑將新落成的工作室命名為“JFJ聖所”，這是“聖所”概念首次面世。2018年1月林俊傑召開巡演發佈會，在現場表示“聖所”不僅僅是作為一個音樂製作場所而存在，更是希望它可以成為所有熱愛音樂的人心靈的棲息地，以聲音交織彼此的人生歷程，這與巡演的名稱“聖所”不謀而合，希望在自己的音樂中與所有聆聽者進行心與心的對話，用自己的音樂給予歌迷心靈的慰藉。

## 發展
2018年3月17日，巡演在上海梅賽德斯奔馳文化中心正式揭開序幕，而由於觀眾反應熱烈，上海、武漢、深圳等地均加場演出，新加坡和臺北一度加開至四場，創下林俊傑個人演唱會新紀錄。2019年3月11日，巡演第一階段在墨爾本落下帷幕。
2019年3月23日，巡演第二階段《聖所2.0》在杭州黃龍體育中心體育場開啟，11月11日，宣佈澳大利亞站將於次年3月7日在悉尼澳大利亞體育場演出。12月21、22日，巡演登陸新加坡國家體育場，這是林俊傑首次於該場館開個唱，亦是首個於該場館連開兩場演唱會的華人歌手。該巡演2019年在亞洲二十餘個城市體育場演出，是林俊傑出道以來首次舉辦體育場大型巡演。
2019年12月31日，林俊傑通過社群直播官宣聖所演唱會將開啟第三階段《圣所：WONDERLAND》，現場宣佈將於7個城市舉行。但後因COVID-19疫情肆虐，2020年1月31日官方發佈聲明將此前已開售的上海、南寧站延期；2月7日宣佈澳大利亞站的演出延期。
2021年3月27日，林俊傑舉辦線上發佈會宣佈《聖所FINALE》終點站線上演唱會將會於6月6日全球上線。5月18日，主辦方發佈公告因COVID-19疫情严峻，演唱會再度延期。最后於7月10日通過SISTIC Live Stream和騰訊音樂旗下的TME Live播出，為歷經4年的聖所演唱會，劃下圓滿句號。
2022年12月11日起，《聖所FINALE》終點站演唱會精彩片段在北流常設展《唱 我們的歌 流行音樂故事展》的演唱會展區登場，額外加入全新製作的電腦動畫、燈光、雷射效果，打造《聖所》北流站。

## 花絮
2019年8月17日、18日，林俊傑聖所2.0演唱會在浙江省金華市體育中心體育場舉辦，公安機關共抓獲涉嫌盜竊、販賣假票人員32人，網友戲稱林俊傑為新晉“犯罪克星”、“堪比學友哥”。
2019年10月26日，林俊傑在江蘇省镇江市體育中心體育場舉辦演唱會，表演結束後因身體不適前往當地醫院就醫，但出院後，網路上竟傳出有人在拍賣他使用過的針頭和注射液袋，甚至護士輪流滾林俊傑躺過的床單，消息曝光後，在網上掀起熱議。對此鎮江市第一人民醫院發佈聲明表示事件起因為醫院工作人員追星，在林俊傑離開後拍攝相關視頻照片並發至朋友圈，被他人轉載利用，稱售賣林俊傑先生所用醫療用品，也強調「無醫療廢棄物流失」，而醫院對於涉事的工作人員已作停職處分，避免類似情況的發生。
2021年7月10日，林俊傑《聖所FINALE》終點站演唱會在線上舉辦，但因為網路寬頻問題，導致整場直播卡頓，引發粉絲怒氣開嗆。林俊傑當晚在演出中道歉，隔天主辦單位致歉，承諾會讓所有付費觀眾，重看一次或退費。

## 製作
《聖所》的舞台由超過70噸的舞台設備26輛超長貨車運送，100位各工種的硬體工作人員、以及近700個工班辛勤勞作的搭建工人，從進場搭建到設備調試歷時近一周的時間，佔地超350平方米。覆蓋超過400平米LED屏，820顆各種型號的舞檯燈，超過150只世界最頂級的L-ACOUSTICS音箱組成的揚聲系統，帶來最頂級的视听享受。
《聖所2.0》全面進階，120噸占地近1500平米的舞台，超過20處大型舞台機關、1200米數碼燈帶環繞之下的近1000台/組燈具、與超過650平米的大螢幕配合帶來極具震撼的舞台效果，並且加入了諸多全新曲目。
《聖所FINALE》籌備近一年，演唱會斥4000萬重金打造全新舞台、燈光、視覺特效…等。視覺聽覺再升級，突破距離限制 演唱會視覺結合「Virtual Production」、「延展實境(XR)」技術 再現線下LIVE帶給觀眾的遼闊與感動，限定「光芒手環」隨曲目變換不同顏色光線，讓歌迷隔著螢幕就有著身歷其境之感。

## 票房
| 日期          | 國家/地區 | 城市            | 場館             | 上座人數/開放人數 | 票房收入 （美元） |
| ------------- | --------- | --------------- | ---------------- | ----------------- | ----------------- |
| 2019年3月9日  |           | 悉尼            | 庫多斯銀行體育館 | 11,528/11,740     | $2,233,420        |
| 2019年3月11日 | 墨爾本    | 羅德·拉沃競技場 | 10,874/11,278    | $1,719,320        |                   |

## 曲目與嘉賓
以下列表僅以2018年3月17日上海場表演的曲目為代表，具體曲目在其他各場次可能出现變化。
1. 《一千年以後》
2. 《新地球》
3. 《聖所》
4. 《黑武士》
5. 《故事細膩》
6. 《西界》
7. 《茉莉雨》
8. 《關鍵詞》
9. 《Love U U》
10. 《那些你很冒險的夢》
11. 《明天》
12. 《殺手》
13. 《美人魚》
14. 《穿越》
15. 《可惜沒如果》
16. 《黑夜問白天》
17. 《背對背擁抱》
18. 《她說》
19. 《記得》
20. 《修煉愛情》
21. 《浪漫血液》
22. 《剪云者》
23. 《小酒窩》
24. 《我繼續》
25. 《不潮不用花錢》
26. 《因你而在》
27. 《丹寧執著》
28. 《I Will Always Love You》
29. 《Winter Games》
30. 《偉大的渺小》

安可曲
1. 《江南》
2. 《小瓶子》
3. 《不為誰而作的歌》

以下列表僅以2019年3月23日杭州場表演的曲目為代表，具體曲目在其他各場次可能出现變化。
1. 《曹操》
2. 《新地球》
3. 《圣所》
4. 《黑武士》
5. 《故事细腻》
6. 《转动》
7. 《无法克制》
8. 《关键词》
9. 《Always Online》
10. 《那些你很冒险的梦》
11. 《明天》
12. 《杀手》
13. 《黑暗騎士》
14. 《学不会》
15. 《可惜没如果》
16. 《黑夜问白天》
17. 《第几个100天》
18. 《她说》
19. 《记得》
20. 《凍結》
21. 《修炼爱情》
22. 《雪落下的声音》
23. 《剪云者》
24. 《裂缝中的阳光》
25. 《我继续》
26. 《不潮不用花钱》
27. 《因你而在》
28. 《丹宁执着》
29. 《偉大的渺小》

安可曲
1. 《进阶》
2. 《江南》
3. 《不为谁而作的歌》

Act 1：聖所誕生
1. 《圣所》
2. 《编号89757》
3. 《Wonderland》
4. 《简简单单》
5. 《幸存者》

Act 2：珍惜所愛
1. 《转动》
2. 《无法克制》
3. 《关键词》
4. 《期待爱》
5. 《那些你很冒险的梦》

Act 3：亂世時代
1. 《明天》
2. 《杀手》
3. 《可惜没如果》

Act 4：徬徨未來
1. 《离开的那一些》
2. 《生生》
3. 《暂时的记号》
4. 《她说》
5. 《记得》
6. 《交换余生》
7. 《修炼爱情》

Act 5：心靈的聖所
1. 《江南》
2. 《小酒窝》
3. 《当你》
4. 《Not Tonight》
5. 《因你而在》
6. 《丹宁执着》
7. 《一千年以後》
8. 《不为谁而作的歌》

- 2018年3月17日-18日，上海，與大卫·福斯特合作《Winter Games》、《I Will Always Love You》[1]。
- 2018年5月19日-20日，北京，與大卫·福斯特合作《Winter Games》、《All By Myself》[16]。
- 2018年8月15日-16日、18日-19日，新加坡，與大卫·福斯特四日內共合作《Winter Games》、《I Will Always Love You》、《You Raise Me Up》、《All By Myself》、《Hard to Say I'm Sorry》、《You're The Inspriration》、《I Swear》等曲目[6]。
- 2018年9月8日，吉隆坡，與坐在觀眾席的张怀秋互動合唱《简简单单》。
- 2018年9月25日，香港，與坐在觀眾席的陶喆互動合唱《找自己》[17]。
- 2019年2月17日，臺北，與坐在觀眾席的胡彥斌互動合唱《你要的全拿走》[18]。
- 2019年12月27日，新加坡，與坐在觀眾席的阿杜互動合唱《堅持到底》[19]。

## 場次列表
| 場次                                        | 日期                                 | 國家／地區                           | 城市                                 | 場館                                 | 嘉賓                                 |
| 第一阶段：聖所世界巡迴演唱會（36場）        | 第一阶段：聖所世界巡迴演唱會（36場） | 第一阶段：聖所世界巡迴演唱會（36場） | 第一阶段：聖所世界巡迴演唱會（36場） | 第一阶段：聖所世界巡迴演唱會（36場） | 第一阶段：聖所世界巡迴演唱會（36場） |
| ------------------------------------------- | ------------------------------------ | ------------------------------------ | ------------------------------------ | ------------------------------------ | ------------------------------------ |
| 1                                           | 2018年3月17日                        | 中国大陆                             | 上海                                 | 梅賽德斯-奔馳文化中心                | 大卫·福斯特（聯合音樂總監）          |
| 2                                           | 2018年3月18日                        | 中国大陆                             | 上海                                 | 梅賽德斯-奔馳文化中心                | 大卫·福斯特（聯合音樂總監）          |
| 3                                           | 2018年3月30日                        | 中国大陆                             | 武漢                                 | 光穀國際網球中心                     |                                      |
| 4                                           | 2018年3月31日                        | 中国大陆                             | 武漢                                 | 光穀國際網球中心                     |                                      |
| 5                                           | 2018年4月20日                        | 中国大陆                             | 深圳                                 | 深圳灣體育中心體育館                 |                                      |
| 6                                           | 2018年4月21日                        | 中国大陆                             | 深圳                                 | 深圳灣體育中心體育館                 |                                      |
| 7                                           | 2018年5月5日                         | 中国大陆                             | 大連                                 | 大麥體育文化中心                     |                                      |
| 8                                           | 2018年5月19日                        | 中国大陆                             | 北京                                 | 凱迪拉克中心                         | 大卫·福斯特（聯合音樂總監）          |
| 9                                           | 2018年5月20日                        | 中国大陆                             | 北京                                 | 凱迪拉克中心                         | 大卫·福斯特（聯合音樂總監）          |
| 10                                          | 2018年6月2日                         | 中国大陆                             | 南京                                 | 南京奧體中心體育館                   |                                      |
| 11                                          | 2018年6月3日                         | 中国大陆                             | 南京                                 | 南京奧體中心體育館                   |                                      |
| 12                                          | 2018年6月16日                        | 中国大陆                             | 濟南                                 | 濟南奧林匹克體育中心東荷體育館       |                                      |
| 13                                          | 2018年6月30日                        | 中国大陆                             | 南寧                                 | 廣西體育中心體育館                   |                                      |
| 14                                          | 2018年7月14日                        | 中国大陆                             | 長沙                                 | 湖南國際會展中心                     |                                      |
| 15                                          | 2018年7月21日                        | 中国大陆                             | 成都                                 | 五粮液成都演艺中心                   |                                      |
| 16                                          | 2018年7月28日                        | 中国大陆                             | 重庆                                 | 重庆国际博览中心                     |                                      |
| 17                                          | 2018年8月4日                         | 中国大陆                             | 天津                                 | 天津體育中心體育館                   |                                      |
| 18                                          | 2018年8月5日                         | 中国大陆                             | 天津                                 | 天津體育中心體育館                   |                                      |
| 19                                          | 2018年8月11日                        | 中国大陆                             | 无锡                                 | 无锡体育中心体育馆                   |                                      |
| 20                                          | 2018年8月15日                        | 新加坡                               | 新加坡                               | 新加坡室內體育館                     | 大卫·福斯特（聯合音樂總監）          |
| 21                                          | 2018年8月16日                        | 新加坡                               | 新加坡                               | 新加坡室內體育館                     | 大卫·福斯特（聯合音樂總監）          |
| 22                                          | 2018年8月18日                        | 新加坡                               | 新加坡                               | 新加坡室內體育館                     | 大卫·福斯特（聯合音樂總監）          |
| 23                                          | 2018年8月19日                        | 新加坡                               | 新加坡                               | 新加坡室內體育館                     | 大卫·福斯特（聯合音樂總監）          |
| 24                                          | 2018年9月7日                         | 马来西亚                             | 吉隆坡                               | 亞通體育館                           |                                      |
| 25                                          | 2018年9月8日                         | 马来西亚                             | 吉隆坡                               | 亞通體育館                           | 张怀秋（觀眾席合唱）                 |
| 26                                          | 2018年9月15日                        | 中国大陆                             | 东莞                                 | 东莞体育中心体育馆                   |                                      |
| 27                                          | 2018年9月23日                        | 香港                                 | 香港                                 | 香港紅磡體育館                       |                                      |
| 28                                          | 2018年9月24日                        | 香港                                 | 香港                                 | 香港紅磡體育館                       |                                      |
| 29                                          | 2018年9月25日                        | 香港                                 | 香港                                 | 香港紅磡體育館                       | 陶喆（觀眾席合唱）                   |
| 30                                          | 2018年9月30日                        | 中国大陆                             | 紹興                                 | 绍兴市奥体中心体育馆                 |                                      |
| 31                                          | 2019年2月14日                        | 臺灣                                 | 台北                                 | 台北小巨蛋                           |                                      |
| 32                                          | 2019年2月15日                        | 臺灣                                 | 台北                                 | 台北小巨蛋                           |                                      |
| 33                                          | 2019年2月16日                        | 臺灣                                 | 台北                                 | 台北小巨蛋                           |                                      |
| 34                                          | 2019年2月17日                        | 臺灣                                 | 台北                                 | 台北小巨蛋                           | 胡彥斌（觀眾席合唱）                 |
| 35                                          | 2019年3月9日                         |                                      | 悉尼                                 | 庫多斯銀行體育館                     |                                      |
| 36                                          | 2019年3月11日                        | 墨爾本                               | 羅德·拉沃競技場                      |                                      |                                      |
| 第二阶段：圣所2.0世界巡回演唱会（30場）     |                                      |                                      |                                      |                                      |                                      |
| 37                                          | 2019年3月23日                        | 中国大陆                             | 杭州                                 | 黄龙体育中心体育场                   |                                      |
| 38                                          | 2019年3月30日                        | 中国大陆                             | 黄石                                 | 黄石奥体中心体育场                   |                                      |
| 39                                          | 2019年4月6日                         | 中国大陆                             | 苏州                                 | 苏州体育中心体育场                   |                                      |
| 40                                          | 2019年4月13日                        | 中国大陆                             | 郑州                                 | 河南省体育中心体育场                 |                                      |
| 41                                          | 2019年4月20日                        | 中国大陆                             | 厦门                                 | 厦门体育中心体育场                   |                                      |
| 42                                          | 2019年4月27日                        | 中国大陆                             | 石家庄                               | 裕彤体育场                           |                                      |
| 43                                          | 2019年5月11日                        | 中国大陆                             | 沈阳                                 | 沈阳奥林匹克体育中心体育场           |                                      |
| 44                                          | 2019年5月18日                        | 中国大陆                             | 佛山                                 | 佛山世纪莲体育中心体育场             |                                      |
| 45                                          | 2019年5月25日                        | 中国大陆                             | 青岛                                 | 青岛国信体育场                       |                                      |
| 46                                          | 2019年6月15日                        | 中国大陆                             | 合肥                                 | 合肥体育中心体育场                   |                                      |
| 47                                          | 2019年6月22日                        | 中国大陆                             | 长沙                                 | 贺龙体育中心体育场                   |                                      |
| 48                                          | 2019年6月29日                        | 中国大陆                             | 哈尔滨                               | 哈尔滨会展中心体育场                 |                                      |
| 49                                          | 2019年7月6日                         | 中国大陆                             | 南昌                                 | 南昌国际体育中心体育场               |                                      |
| 50                                          | 2019年7月12日                        | 中国大陆                             | 长春                                 | 长春经济技术开发区体育场             |                                      |
| 51                                          | 2019年7月27日                        | 中国大陆                             | 襄阳                                 | 襄阳体育场                           |                                      |
| 52                                          | 2019年8月3日                         | 中国大陆                             | 常州                                 | 常州奥体中心新城体育场               |                                      |
| 53                                          | 2019年8月10日                        | 中国大陆                             | 珠海                                 | 珠海体育中心体育场                   |                                      |
| 54                                          | 2019年8月17日                        | 中国大陆                             | 金华                                 | 金华市体育中心体育场                 |                                      |
| 55                                          | 2019年8月24日                        | 中国大陆                             | 贵阳                                 | 贵阳奥体中心体育场                   |                                      |
| 56                                          | 2019年8月31日                        | 中国大陆                             | 泉州                                 | 泉州海峡体育中心体育场               |                                      |
| 57                                          | 2019年10月5日                        | 中国大陆                             | 天津                                 | 天津奧體中心体育场                   |                                      |
| 58                                          | 2019年10月26日                       | 中国大陆                             | 鎮江                                 | 镇江体育会展中心体育场               |                                      |
| 59                                          | 2019年11月2日                        | 中国大陆                             | 重慶                                 | 重慶奧体中心体育场                   |                                      |
| 60                                          | 2019年11月9日                        | 中国大陆                             | 濟南                                 | 山东省体育中心体育场                 |                                      |
| 61                                          | 2019年11月16日                       | 中国大陆                             | 成都                                 | 成都雙流体育中心体育场               |                                      |
| 62                                          | 2019年11月30日                       | 中国大陆                             | 湛江                                 | 湛江奥林匹克体育中心体育场           |                                      |
| 63                                          | 2019年12月7日                        | 马来西亚                             | 吉隆坡                               | 武吉加里爾國家體育場                 |                                      |
| 64                                          | 2019年12月14日                       | 中国大陆                             | 福州                                 | 福州海峡奥林匹克体育中心体育场       |                                      |
| 65                                          | 2019年12月21日                       | 新加坡                               | 新加坡                               | 新加坡國家體育場                     |                                      |
| 66                                          | 2019年12月22日                       | 新加坡                               | 新加坡                               | 新加坡國家體育場                     | 阿杜（觀眾席合唱）                   |
| 第三阶段：圣所FINALE終點站線上演唱会（1場） |                                      |                                      |                                      |                                      |                                      |
| 67                                          | 2021年7月10日                        | 全球                                 | 全球                                 | SISTIC Live TME Live                 |                                      |

### 取消場次
| 場次                            | 日期                            | 國家／地區                      | 城市                            | 場館                            | 原因               |
| ------------------------------- | ------------------------------- | ------------------------------- | ------------------------------- | ------------------------------- | ------------------ |
| 第二階段：聖所2.0世界巡迴演唱會 | 第二階段：聖所2.0世界巡迴演唱會 | 第二階段：聖所2.0世界巡迴演唱會 | 第二階段：聖所2.0世界巡迴演唱會 | 第二階段：聖所2.0世界巡迴演唱會 | 2019冠状病毒病疫情 |
| 1                               | 2020年3月7日                    |                                 | 悉尼                            | 澳大利亞體育場                  | 2019冠状病毒病疫情 |
| 聖所：WONDERLAND世界巡迴演唱會  |                                 |                                 |                                 |                                 | 2019冠状病毒病疫情 |
| 2                               | 2020年3月27日                   | 中国大陆                        | 上海                            | 上海虹口足球場                  | 2019冠状病毒病疫情 |
| 3                               | 2020年3月28日                   | 中国大陆                        | 上海                            | 上海虹口足球場                  | 2019冠状病毒病疫情 |
| 4                               | 2020年3月29日                   | 中国大陆                        | 上海                            | 上海虹口足球場                  | 2019冠状病毒病疫情 |
| 5                               | 2020年4月25日                   | 中国大陆                        | 南寧                            | 广西体育中心体育场              | 2019冠状病毒病疫情 |
| 6                               | 2020年4月26日                   | 中国大陆                        | 南寧                            | 广西体育中心体育场              | 2019冠状病毒病疫情 |
| 7                               | 2020年5月9日                    | 中国大陆                        | 广州                            | 广州大学城体育中心体育场        | 2019冠状病毒病疫情 |
| 8                               | 2020年5月10日                   | 中国大陆                        | 广州                            | 广州大学城体育中心体育场        | 2019冠状病毒病疫情 |
| 9                               | 2020年5月23日                   | 中国大陆                        | 咸阳                            | 咸阳市体育场                    | 2019冠状病毒病疫情 |
| 10                              | 2020年5月24日                   | 中国大陆                        | 咸阳                            | 咸阳市体育场                    | 2019冠状病毒病疫情 |
| 11                              | 2020年5月30日                   | 中国大陆                        | 南京                            | 南京奥体中心体育场              | 2019冠状病毒病疫情 |
| 12                              | 2020年5月31日                   | 中国大陆                        | 南京                            | 南京奥体中心体育场              | 2019冠状病毒病疫情 |

## 幕后
主办单位：
- 全程主办（圣所）－JFJ Productions、臺北音樂、米越光
- 全程主办（圣所2.0）－JFJ Productions、臺北音樂
- 全程主办（圣所FINALE）－JFJ Productions、Unusual Entertainment
- 新加坡主办－Unusual Entertainment
- 馬來西亞主办－Unusual Entertainment
- 臺北主办－華納音樂、覺頂文化
- 香港主办－寰亚娛樂、東亞娛樂
- 澳洲主办－Unusual Entertainment、TEG Live、蕭氏機構

主创团队：
- 出品－JFJ Productions
- 監製－林俊傑、徐佩云
- 节目制作－JFJ Productions
- 藝人經紀－徐佩云
- 音乐制作－JFJ Productions
- 音樂總監－David Foster、林俊傑
- 音樂統籌－黃冠龍
- 樂隊總監－Troy Laureta、吴庆隆
- 编舞师－李荣辉
- 演唱會總監－Ida Wong
- 導演－Jennifer Chan
- 工程總監－岑偉國
- 舞台設計－Fion Cheng
- 灯光設計－陸國志
- 鐳射設計－林耀忠
- 音響設計－关民基、黄英忠

演出人員：
- 歌手－林俊傑
- 鍵盤－Troy Laureta、吴庆隆、Adam Bravo、Wei Jordan
- 吉他－Andre Frappier、Conrad Reeves
- 低音吉他－Kern Brantly
- 鼓－Joe Otis
- 和音－李雅微、简爱、洪俊扬、David Tan、薛詒丹、李安钧、陈怀恩
- 大提琴－吴懿庭
- 小提琴－李奕箴、張暐珊、骆思云
- 中提琴－张暐伃
- 二胡－李睿涵、刘晓桐
- 電腦音樂編程－魏百谦
- 舞蹈员－谢世民、卢政男、李志浩、谭子明、温智辉、林元耀、陈颖业、昌智立、郑嘉裕、林芷漫、陈丽瑜、陈甘霖

该幕后名单僅以“圣所2.0”為代表，“圣所”及“圣所FINALE”人事均有变化。

## 外部連結
- 聖所世界巡迴演唱會的新浪微博（中文）